# Paranoid-kritisk-metode
Den paranoid-kritiske-metode er kunstneren Salvador Dalis opfindelse han satte i gang i 1929. Metoden skulle indfri princippet om 'delirium af fortolkningsmæssige associationer' lånt fra psykiatriens begreb om paranoia. En spontan metode af irrationel viden, hvormed Dali kunne anvende selv sine allermindste psykologiske og fysiologiske excentriciteter forstørret op i handlinger. Som surrealist var Dali især optaget af det ubevidste i Freuds personlighedsmodel. Dali forestillede sig at metoden både skulle kunne løse artistiske og poetiske problemer såvel som hverdagsproblemer.

## Eksterne referencer
- Rem Koolhaas: Delirious New York: A Retroactive Manifesto for Manhattan. Oxford, 1978. Bogen diskuterer Dalis metode.